# Willem van der Ham
Willem van der Ham (Den Haag, 12 maart 1958) is een Nederlandse sociaal geograaf, historicus en schrijver. Hij is vooral bekend als historicus van waterstaat en landschap en als schrijver van enkele standaardwerken op het gebied van het onderwijs.

## Levensloop
Willem van der Ham groeide op in Den Haag en volgde Montessori-onderwijs, eerst op de Eerste Nederlandse Montessorischool en vervolgens op het Haags Montessori Lyceum. Hij behaalde in 1977 zijn VWO diploma-Atheneum B. Hij studeerde sociale geografie aan de Universiteit van Amsterdam (1977-1985) met als afstudeerrichting Politieke Geografie. In zijn scriptie Reuzenschreden op de weg naar vooruitgang, Twentse fabrikanten en hun bemoeienis met de aanleg van infrastructuur onderzocht hij processen van staats- en natievorming. Tijdens zijn studie schreef hij voor NRC Handelsblad, onder meer over het Agnetapark in Delft. Na zijn studie werkte hij als freelance-journalist voor NRC Handelsblad, Intermediair (waarvan hij speciaal medewerker was), Het Parool, de Volkskrant, De Tijd en andere kranten en tijdschriften. In opdracht van de Koninklijk Nederlandse Academie van Wetenschappen deed hij onderzoek naar de geschiedenis van het ministerie van Onderwijs, Kunsten en Wetenschappen (1991-1994). In opdracht van de Stichting Historie der Techniek onderzocht hij de geschiedenis van Rijkswaterstaat. Hij promoveerde in 1999 aan de TU Delft op de geschiedenis van Rijkswaterstaat in de twintigste eeuw. Hij ging daarna verder als zelfstandig schrijver, onderzoeker en historisch en landschappelijk projectontwikkelaar.

## Onderwijsgeschiedenis
Willem van der Ham onderzocht met Hans Knippenberg in opdracht van de Koninklijk Nederlandse Academie van Wetenschappen de geschiedenis van het ministerie van Onderwijs, Kunsten en Wetenschappen ter gelegenheid van het 75-jarig bestaan van het ministerie. Het resulteerde in het boek Een bron van aanhoudende zorg, de geschiedenis van het ministerie van Onderwijs, (Kunsten) en Wetenschappen. Hij schreef de hoofdstukken over het Interbellum, de oorlogstijd en de meest recente periode. Het boek geldt als standaardwerk. Ook schreef hij in opdracht van de Onderwijsraad het gedenkboek van deze Adviesraad, Onder wijzen, 75 jaar Onderwijsraad.

## Waterstaatsgeschiedenis
Willem van der Ham is een gezaghebbend waterstaatshistoricus. Er staan tal van publicaties (boeken en artikelen) op zijn naam over waterstaat, infrastructuur en landschap. Hij is de geschiedschrijver van Rijkswaterstaat (Twee Eeuwen Rijkswaterstaat (samen met Toon Bosch) en Heersen en beheersen, Rijkswaterstaat in de twintigste eeuw (proefschrift)). Hij is biograaf van Cornelis Lely en van Johan van Veen en landschapsbiograaf van de Zuiderzeewerken en de Deltawerken. Hij publiceerde over de Grote Waard, Schieland, Hollandse polders en de Nederlandse rivieren. Ook verwierf hij bekendheid als pleitbezorger van de erkenning van de Afsluitdijk als bijzonder wereldmonument. Bij de vernieuwing van de Afsluitdijk wordt mede dankzij dit pleidooi rekening gehouden met de cultuurhistorische waarde.
Zijn boek Ooggetuigen van de Watersnoodramp 1953 vertelt op basis van authentieke ooggetuigenverslagen uit 1953 het verhaal van de slachtoffers, waardoor de ramp en wat er gebeurt met mensen die een ramp meemaken heel dichtbij wordt gebracht. Bij Battenoord (Goeree-Overflakkee), waar de dijk over vele kilometers wegsloeg op 1 februari 1953, de plek waar tijdens de ramp de meeste slachtoffers vielen, is op initiatief van Van der Ham een permanente landschapstentoonstelling gemaakt. Daar worden elf slachtoffers met hun verhaal geportretteerd.
Van der Ham is regelmatig te gast bij radio en televisie, onder meer in de serie Nederland in zeven overstromingen, OVT en Met het oog op morgen.

## Andere werk gerelateerde activiteiten
Willem van der Ham richtte in opdracht van de stichting Museumgemaal de Hooge Boezem achter Haastrecht opnieuw in. Hij droeg bij aan de totstandkoming van diverse tentoonstellingen. Hij is initiatiefnemer en uitvoerder van de app Naar Toen, die in samenwerking met het Haags Historisch museum in 2012 tot stand kwam. Als journalist schreef hij diverse achtergrondreportages over Europa, Turkije en de Europese Unie en geografische reisverhalen over onder meer Mongolië, Italië en Engeland. Ook schreef hij over erfgoed en sociaal-economische geschiedenis. In opdracht van Wageningen Universiteit/Nieuwland Erfgoedcentrum maakte hij een studie van de landbouwvernieuwing in Flevoland in de periode 1970-2010. Voor het Amsterdam Museum maakte hij een studie van de ontwikkelingen in de beleving van het ouder worden (met Annemarie de Wildt).

## Publicaties (een selectie)
- Johan van Veen, Meester van de zee, grondlegger van het Deltaplan (2020). Herziening van de eerder verschenen biografie.

- Een kleyn paleis, de geschiedenis van de Haagse Buitenplaats Ockenburgh (2020)  (bijdragen, hoofdredactie)

- De Bosatlas van de Tweede Wereldoorlog (2020) (diverse bijdragen)

- Modern wereldwonder, de geschiedenis van de Deltawerken (2018)

- Ooggetuigen van de Watersnood 1953 (2018)

- Behoedzaam bestuur, twee eeuwen provincie Zuid-Holland (2014), bijdrage

- Springplank naar een duurzame toekomst, veertig jaar landbouwkundig onderzoek van Wageningen UR in Flevoland 1970-2010 (met Henk Pruntel)

- Russia and the Netherlands, the space of interaction (Moskou 2013)

- Twee eeuwen Rijkswaterstaat 1798-2015 (met Toon Bosch), herziening boek uit 1998.

- Hollandse Polders (2009)

- Verover mij dat land, Lely en de Zuiderzeewerken (2007)

- Hollanders en het water, Eelco Beukers (red.) bijdrage (2007)

- Hoge dijken, diepe gronden. Land en water tussen Rotterdam en Gouda, een geschiedenis van Schieland (2004)

- Leefbaar laagland (bijdragen) (2004)

- Afleiden of opruimen, De strijd om de beste aanpak tegen het rivierbederf, een beschouwing van 300 jaar rivierverbetering in het kader van de spankrachtstudie (2003)

- De Grote Waard, geschiedenis van een Hollands landschap (2003)

- Meester van de zee, Johan van Veen waterstaatsingenieur (1893-1959) (2003)

- Waterlandschappen, de cultuurhistorie van de toekomst als opgave voor het waterbeheer (2002)

- Heersen en beheersen, Rijkswaterstaat in de twintigste eeuw (1999)

- Twee eeuwen Rijkswaterstaat (1798-1998), (1998) (met Toon Bosch)

- Onder ‘wijzen' vijfenzeventig jaar Onderwijsraad (1919-1994) (1994)

- Een bron van aanhoudende zorg, 75 jaar ministerie van Onderwijs [Kunsten] en Wetenschappen, 1918-1993, (1993) (met Hans Knippenberg)

- Tijd van leven, ouder worden in Nederland vroeger en nu, (1993) (met Annemarie de Wildt)

- Een dorp over de Maas, de geschiedenis van boerderij De Kapel te Charlois en omgeving (1992)

- Tot gerief van de reiziger, vier eeuwen Amsterdam-Haarlem (1989)

- Kort op weg, lang in de kroeg, de geschiedenis van de herberg ‘In den Rustwat' en omgeving te Kralingen (1989)

- Een boerderij nabij de stad, de geschiedenis van de veranderingen van het landschap en het boerenbedrijf ten oosten van Rotterdam (1989)

- Kind in huis, 100 jaar kinderhuis der hervormde gemeente te Rotterdam (1986)